# (100544) 1997 ET28
(100544) 1997 ET28 es un asteroide perteneciente al cinturón de asteroides, descubierto el 10 de marzo de 1997 por el equipo del Spacewatch desde el Observatorio Nacional de Kitt Peak, Arizona, Estados Unidos.

## Designación y nombre
Designado provisionalmente como 1997 ET28.

## Características orbitales
1997 ET28 está situado a una distancia media del Sol de 2,351 ua, pudiendo alejarse hasta 2,696 ua y acercarse hasta 2,006 ua. Su excentricidad es 0,146 y la inclinación orbital 2,004 grados. Emplea 1317,22 días en completar una órbita alrededor del Sol.

## Características físicas
La magnitud absoluta de 1997 ET28 es 16,8.